# ヘールレン
ヘールレン （Heerlen[ˈɦeːrlə(n)] ( 音声ファイル)、リンブルフ語：Heële ）は、オランダ南部のリンブルフ州にある基礎自治体（ヘメーンテ）。人口90,125人（2007年）。

## 概要
1874年に炭鉱が発見されたが、当初は零細民間資本による開発が細々と行われる程度だった。1900年代に入りオランダ政府による同炭鉱への参画及び民間資本の買収によりオランダ国営炭鉱（現・DSM）が設立されると炭鉱都市として急速に発展し、1900年に6,646人だった人口が1930年には32,263人にまで増加した。

## 出身者
- アグネス・ギーベル - ソプラノ歌手
- マオド・ド・ブーア＝ブキッキオ - 法律家
- ルール・ブラウウェルス - サッカー選手
- トーマス・ベルンハルト - 小説家
- ダニー・ホーセン - サッカー選手
- フェルナンド・リックセン - サッカー選手
- カスペル・スポルク - 軍人
- ステファニー・ヨーステン - 女優